# Сент-Антонен-дю-Вар
Сент-Антонен-дю-Вар (фр. Saint-Antonin-du-Var) — коммуна на юго-востоке Франции в регионе Прованс — Альпы — Лазурный берег, департамент Вар, округ Бриньоль, кантон Бриньоль.
Площадь коммуны — 17,64 км², население — 585 человек (2006) с выраженной тенденцией к росту: 689 человек (2012), плотность населения — 39,0 чел/км².

## Население
Население коммуны в 2011 году составляло — 661 человек, а в 2012 году — 689 человек.
| 1962 | 1968 | 1975 | 1982 | 1990 | 1999 | 2006 | 2008 | 2011 | 2012 |
| ---- | ---- | ---- | ---- | ---- | ---- | ---- | ---- | ---- | ---- |
| 300  | 313  | 288  | 365  | 405  | 482  | 585  | 614  | 661  | 689  |

Динамика населения:

## Экономика
В 2010 году из 370 человек трудоспособного возраста (от 15 до 64 лет) 257 были экономически активными, 113 — неактивными (показатель активности 69,5 %, в 1999 году — 60,5 %). Из 257 активных трудоспособных жителей работали 234 человека (134 мужчины и 100 женщин), 23 числились безработными (9 мужчин и 14 женщин). Среди 113 трудоспособных неактивных граждан 23 были учениками либо студентами, 52 — пенсионерами, а ещё 38 — были неактивны в силу других причин.
На протяжении 2010 года в коммуне числилось 285 облагаемых налогом домохозяйств, в которых проживало 659,0 человек. При этом медиана доходов составила 16 595 евро на одного налогоплательщика.